# バントゥースタン

バントゥースタン（着色部）
濃灰色は南アフリカ本土、薄灰色は南西アフリカ（現在のナミビア）

バントゥースタン（アフリカーンス語: Bantoestan）は、かつて南アフリカ共和国に存在した自治区および「独立国」。南アフリカ政府によってホームランド（英語: homeland）と呼ばれた。

## 経緯
元々ホームランド制度は、白人が黒人から土地を奪うために始められた。南アフリカ連邦が1910年に成立すると、1913年には原住民土地法が制定され、黒人の所有できる土地は全土のわずか13%にとどまった。
1948年にアパルトヘイトが法制として確立され、1951年のバントゥー統治機構法で黒人を南アフリカが制定した「部族」に分類し、居留地を各部族ごとに割り振り、黒人による行政機関である地域統治機構を設置。1954年には各民族の個別的発展という政策が掲げられ、白人と黒人の居住地を分離させる方向性が定まった。
アパルトヘイトの建設者といわれる南アフリカ共和国首相ヘンドリック・フルウールトは、国際社会の非難をかわすために1959年にバントゥー自治促進法を制定し、南アフリカを白人地域(87%)と黒人地域(13%)に二分し、黒人地域に関しては10の主要集団ごとにバントゥースタンを創設した。フルウールトの路線を継承したバルタザール・フォルスター首相の元、1970年のバントゥー・ホームランド市民権法により、すべてのアフリカ人がいずれかの「ホームランド」の「市民」とされた。そして各バントゥースタンに初めの段階で一定限度の自治を与え、次いで独立させた。黒人を部族ごとに作ったホームランドに所属させ、それぞれのホームランドを「独立」させれば、南アフリカで働く黒人労働者は「外国人労働者」となることから、労働者としての権限を制限してもよいという理屈になっていた。
1976年にトランスカイが「独立」したのをはじめとして1981年までにボプタツワナ、ヴェンダ、シスカイがこれに続いた。南アフリカ政府による公式名称はリザーヴ、バントゥースタン、バントゥー・ホームランド、黒人国家、黒人民族国家、民族国家などと変遷するが、国連は「独立不承認」を決議し「TBVC諸国」と呼ばれた。南アフリカ政府の他に、「独立」を承認した国家は無かったが、イスラエルは1982年にシスカイ貿易代表部を、1985年にポブタツワナ代表部の設置を認めるなど、一定の外交関係にあった。

その他ンデベレ、レボワ、ガザンクル、カングワネ、クワクワ、クワズールーは「自治区」とされた。

## 実状
アフリカ人を生まれた土地・部族から引き離し、政府の規準による民族単位に再編成するこの制度は、当初から国内外の批判にさらされた。当人の意志にかかわらず住まわせる場所をホームランド＝故国と呼ばせるのは欺瞞であるとの立場から括弧付きで使ったり、軽蔑と揶揄をこめた用語である「バントゥースタン」が使われることが多い。
また黒人も、ホームランドが「独立」すれば、南アフリカの国籍や市民権を失ってしまうことから激しく反発し、独立を拒否するホームランドも相次いだ。
南アフリカの黒人意識運動の活動家、スティーヴ・ビコは1970年代に書いた文章で次の事実を指摘した。
1. バントゥースタンとして指定されている地域は、この国でもっとも開発されておらず、農耕にも牧畜にも適していない土地であること。海に面しているバントゥースタンもなく[6]、鉱産物の権利は南アフリカ政府が厳格に保有している。
2. バントゥースタンに認められる実行予算がきわめて低く抑えられている。
3. すべてのバントゥースタンにおける産業の管理と成長は、「バントゥー投資公社（英語版）」に握られている。この金融機関はバントゥースタンの経済活性化のための非営利的な組織だとされているが、野心的なアフリカ人商人や実業家を搾取している、という評判がある。
4. バントゥースタン境界地域で急成長している産業は、政府の補助金を受けて生産物は課税を免れているのにもかかわらず、これらの工場では都市部で支払われる賃金の約三分の一という低賃金しか支払われていない。そして産業評議会の合意が効力を持つ地理的範囲からも外れているため、バントゥースタンから出稼ぎに来るアフリカ人労働者は、労働組合を組織することさえできず雇用者のされるままになっていること。

ビコは結論として「バントゥースタンは白人の政治家がこれまでに考案した単一の詐欺行為としては最大のものである」と断言した。
バントゥースタンの「国民議会」の議席の多くは指名議席であり、その財政の40～80%を政府からの援助に依存していた。1959年の段階で理論上の「国民」の半分近くが白人地域に住んでおり、1960年から1983年の間に、さまざまな法律によって白人地域から強制移住させられた人々の数は350万人にのぼる。

## 崩壊
各バントゥースタンは独自の治安法を持ち、そこの指導者はアパルトヘイト国家の直接の弾圧者、黒人の利害を裏切った「アンクル・トム」として広く黒人大衆の怒りを買っていた。それとは対照的に、政府役人の汚職が蔓延していたトランスカイで、1988年に無血クーデタにより政権を取ったバントゥー・ホロミサ将軍はアフリカ民族会議の国内での活動を認めるなどして大きな支持を得た。
1994年の暫定憲法の発効によって、「独立」していたバントゥースタンは南アフリカに再統合された。中には独立の維持を望み統合に反対する動きもあり、ボプタツワナでアパルトヘイト維持を掲げる団体アフリカーナー抵抗運動（AWB）と連動し行動を起こすなどの試みも行われたが、その直前にボプタツワナ、シスカイ、レボワの親アパルトヘイト派政府は公務員ストなどによって劇的な崩壊を遂げた。

## バントゥースタン一覧

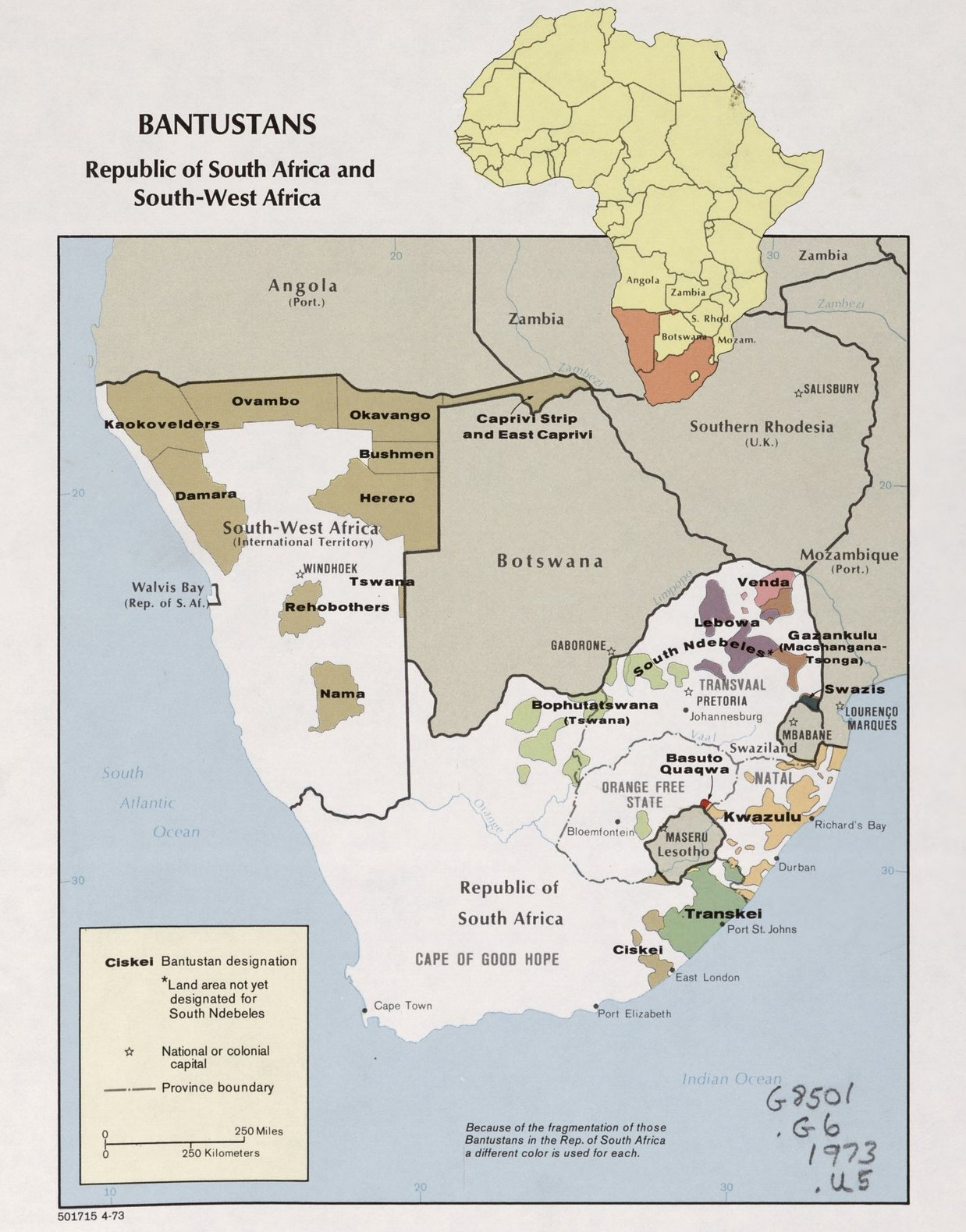
南アフリカと南西アフリカ（現在のナミビア）における「ホームランド」地図

### 南アフリカ
独立国
- トランスカイ（1976年）
- ボプタツワナ（1977年）
- ヴェンダ（1979年）
- シスカイ（1981年）

自治区
- クワズールー（英語版）（1972年）
- レボワ（英語版）（同年）
- ガザンクル（英語版）（1973年）
- クワクワ（1974年）
- カングワネ（1977年）
- クワンデベレ（1981年）

### 南西アフリカ
南アフリカに国際法上違法に併合されていた南西アフリカ（現ナミビア）でも同様の政策が行われた。1989年にすべてのバントゥースタンが消滅した。
自治区
- ヘレロランド（英語版）（1970年）
- カバンゴランド（英語版）（1973年）
- オヴァンボランド（英語版）（同年）
- 東カプリビ（英語版）（1976年、同年にロジに改称、1984年に南アの直接統治に。2002年10月7日にナミビアから独立と、イテンゲ自由国の建国を宣言した）

非自治地域
- レホボス（英語版）（1979年）
- ナマランド（英語版）（1980年）
- ダマラランド（英語版）（同年）
- ツワナランド（英語版）（同年）
- ブッシュマンランド（英語版）（自治政府は設置されず）
- カオコランド（英語版）（自治政府は設置されず）